# Джули (село)
Джули (таб. Жвулли) — село в Табасаранском районе Республики Дагестан (Россия). Входит в состав сельского поселения Сельсовет Халагский.

## География
Село расположено в 11 км к юго-западу от административного центра района — с. Хучни, на левом берегу реки Рубас.

## История
Джули является одним из четырёх древнейших центров керамического производства на территории Дагестана.
Здесь издавна производились большие сосуды для зерна, кувшины для воды, маслобойки, миски, кружки и т. д.
Гончарное производство данного села следует считать не заимствованным, а самостоятельно сложившимся самобытным центром художественной керамики Дагестана.
Изделия Джулинских мастеров могли оказать достойную конкуренцию в качестве даже знаменитым балхарским изделиям. У джулинской керамики более изящные формы, напоминающие античные амфоры с более элегантным рисунком и с плавными линиями. Местные мастера наносили на свои изделия орнамент при помощи куска войлока и располагали рисунок по центру изделия.
В связи с тем, что Табасаранский район богат лесами, обжиг керамических изделий производился при помощи дров. В результате получался более равномерный обжиг и изделие приобретало розовый оттенок. В Табасаране гончарное искусство было в основном мужским делом. Женщинам лишь изредка доверяли наносить орнамент. В настоящее время мастеров гончарного дела в Джули практически не осталось.

## Население
| 1895 | 1926 | 1939 | 1970 | 1989 | 2002 | 2010 |
| ---- | ---- | ---- | ---- | ---- | ---- | ---- |
| 390  | ↘386 | ↗474 | ↗624 | ↘453 | ↗719 | ↘628 |
| 2021 |      |      |      |      |      |      |
| ↗672 |      |      |      |      |      |      |

## Известные уроженцы
- Касум Магомедович Магомедов — известный Дагестанский композитор, заслуженный деятель искусств России и Дагестана, лауреат Государственной премии РД, член Союза композиторов России.[12]
- Махмудов Тамерлан Алиевич-ведущий инженер в добыче и переработке в нефтегазовой сфере